# Tengwar

La parola "tengwar" scritta utilizzando il sistema di scrittura Tengwar nel modo Quenya.

Le tengwar ([ˈtɛŋɡwɑɾ]) sono un sistema di scrittura artificiale ideato da John Ronald Reuel Tolkien come sistema di trascrizione dei principali Linguaggi di Arda. Tolkien utilizzò le tengwar per trascrivere la lingua inglese; in effetti, la maggior parte degli usi di tengwar da parte di Tolkien contemplano la trascrizione dell'inglese.
Nell'universo narrativo di Eä, le tengwar furono inventate dall'elfo Fëanor, e utilizzate inizialmente per trascrivere il linguaggio angelico valarin e le lingue elfiche quenya e telerin; successivamente, un gran numero di lingue della Terra di Mezzo fu trascritto tramite le tengwar, tra queste il sindarin.

Tre modi tengwar (quenya, sindarin e generale)

## Caratteristiche
La scrittura tramite tengwar venne ideata, nell'universo tolkieniano, prima da Rúmil (in una forma più arcaica detta Sarati) e poi da Fëanor, elfo della stirpe dei Noldor nel 1250 dell'Era degli Alberi, prima dell'inizio della Prima Era. Il sistema comprende 24 lettere principali più un certo numero di lettere aggiuntive. Vi sono inoltre segni diacritici posti sopra o sotto le lettere per rappresentare le vocali o per abbreviare la scrittura.
Le lettere si chiamano tengwar (tengwa al singolare), mentre i segni diacritici si chiamano tehtar (tehta al singolare); in particolare, le vocali sono le ómatehtar. Le 24 lettere principali sono formate tutte da un telco (gambo) e da un lúva (arco). Il gambo può essere lungo o corto e rivolto verso l'alto o verso il basso, mentre l'arco può essere aperto o chiuso.
Le tengwar vengono utilizzate per trascrivere il linguaggio nero (vedi ad esempio l'iscrizione sull'Unico Anello), l'ovestron, il quenya (altoelfico) e il sindarin (grigioelfico).

## Unicode
Una prima proposta è stata fatta da Michael Everson, nel suo ConScript Unicode Registry per includere la scrittura tengwar nello standard Unicode ed i caratteri tengwar sono attualmente inclusi nel registro ufficiale dell'Unicode, mappati da U+E000 a U+E07F (Area uso privato - Private Use Area)